# Władysław Idzikowski

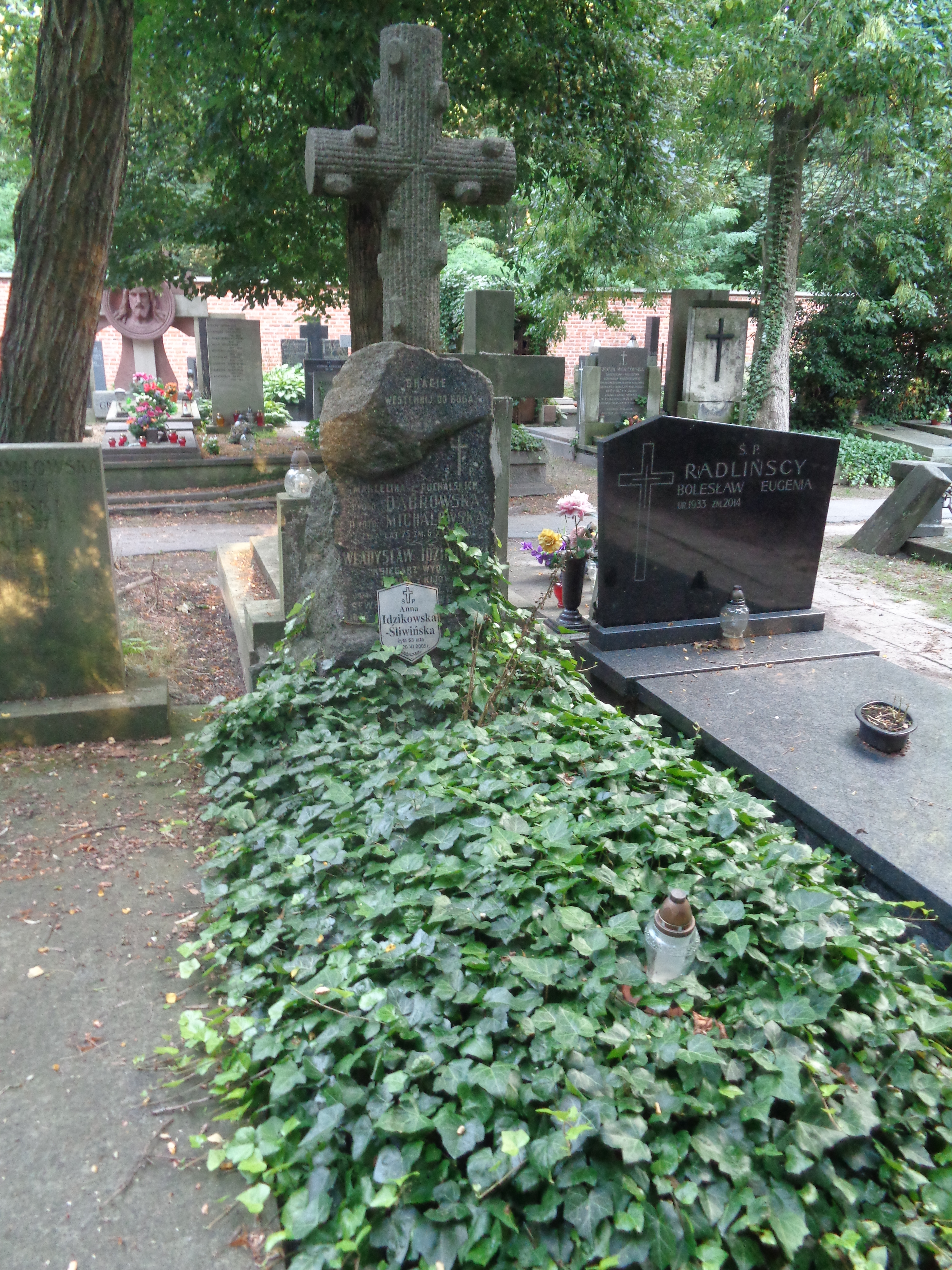
Nagrboek Władysława Idzikowskiego na cmentarzu Powązkowskim

Władysław Idzikowski (ur. 15 maja?/27 maja 1864 w Kijowie, zm. 10 czerwca 1944 w Warszawie) – księgarz i wydawca.

## Życiorys
W roku 1897 przejął kierownictwo założonej przez jego ojca Leona Idzikowskiego, a po jego śmierci w roku 1865 prowadzonej przez jego matkę Hersylię Idzikowską z Buharewiczów (1832–1917) księgarni i wydawnictwa w Kijowie wraz z filiami w wielu miastach Imperium Rosyjskiego. Kierował nią do roku 1920, po czym opuścił Kijów i przeniósł się do Warszawy, gdzie od roku 1911 działała filia firmy przy ulicy Marszałkowskiej 119. Pozostawiona w Kijowie firma została upaństwowiona.
Władysław Idzikowski prowadził firmę w Warszawie przy Alejach Jerozolimskich 18 przez okres II Rzeczypospolitej i okupacji hitlerowskiej.
10 listopada 1933 „za zasługi na polu rozwoju i organizacji księgarstwa polskiego” został odznaczony przez prezydenta RP Ignacego Mościckiego Krzyżem Kawalerskim Orderu Odrodzenia Polski.
Zmarł 10 czerwca 1944, wkrótce potem firma spłonęła w powstaniu warszawskim.
Pochowany na cmentarzu Powązkowskim w Warszawie (kwatera 217-2-31).